# Integrirani taksonomski informacijski sistem
Integrirani taksonomski informacijski sistem (v izvirniku angleško Integrated Taxonomic Information System, kratica ITIS) je združenje, čigar namen je posredovanje zanesljivih in konsistentnih podatkov o taksonomiji bioloških vrst. Združenje je bilo ustanovljeno leta 1996 kot medagencijska skupina znotraj zvezne vlade Združenih držav Amerike, kasneje pa so se mu pridružile tudi vladne agencije iz Kanade in Mehike.
ITIS vzdržuje referenčno bazo podatkov o znanstvenih in domačih imenih vrst ter višjih taksonov živih bitij. Januarja 2009 je vsebovala skoraj 600.000 domačih in znanstvenih imen ter sinonimov iz vseh petih kraljestev živih bitih. Zaradi geografske vezanosti je poudarek na severnoameriških vrstah, vendar baza vsebuje tudi vrste, ki imajo širše območje razširjenosti. Poleg imena vsebuje zapis za posamezno vrsto še primarne vire, avtorja znanstvenega imena, enoznačno identifikacijsko številko, ki omogoča neposreden dostop do zapisa, in podatek o zanesljivosti. Lokalne različice so na voljo tudi v španščini in portugalščini. Podatki veljajo za javno last in jih je dovoljeno brez omejitev kopirati ter uporabljati, zaželeno je le, da uporabnik navede ITIS kot vir. Baza podatkov ITIS velja za standardni vir podatkov za preučevanje biotske raznovrstnosti z metodami informatike.